# Герб Белоозёрского
Герб городского поселения Белоозёрский — опознавательно-правовой знак, составленный и употребляемый в соответствии с правилами геральдики, служащий символом городского поселения Белоозёрский. 

Герб утверждён решением Совета депутатов «городское поселение Белоозёрский» (№ 218/27) от 28 июня 2007 года.
Герб может воспроизводиться в двух равно допустимых версиях:
- без вольной части;
- с вольной частью (четырёхугольником, примыкающим к верхнему правому углу щита с воспроизведёнными в нём фигурами герба Московской области).

Герб может воспроизводиться со статусной короной установленного образца.
Герб разработан Союзом геральдистов России.
Авторы герба: 
- идея: Андрей Жданов (Белоозёрский), Владимир Кузнецов (Белоозёрский), Олег Агафонов (Москва), Константин Мочёнов (Химки)
- компьютерный дизайн: Галина Русанова (Москва)
- обоснование символики: Вячеслав Мишин (Химки), Кирилл Переходенко (Конаково).

## Описание и обоснование символики
Геральдическое описание (блазон) гласит:
В лазоревом поле крылатая стрела в столб над выщербленной узкой оконечностью, все фигуры серебряные
Герб языком символов и аллегорий отражает историко-географические и общественно-политические особенности Белоозёрского.

Символика стрелы в гербе поселения многозначна: 
- первое официальное упоминание об этих краях появилось в духовной грамоте Ивана Калиты (1328 года). Бывший на территории города Белоозёрский волостной центр Гвоздна являлся опорным пунктом на юго-востоке Московского княжества, принимая на себя первый удар монголо-татарских набегов. Археологические раскопки, проведённые в данной местности, свидетельствуют, что здесь располагалось железоделательное производство. Оба этих момента символически отражены в гербе серебряной стрелой.
- На территории, прилегающей к городу, в 50-х годах прошлого века был организован полигон для испытаний узлов ракетной техники и топлива. При этом в 60-х годах в городе была создано предприятие "Стрела", учёные и инженеры которого трудились на упомянутом полигоне. Успехи этого предприятия, много сделавшего для развития космической техники и освоения космоса, нашли отражение в изображении крылатой стрелы.

Географически территория города расположена рядом с озером Белым, название которого дало имя городскому поселению. Это озеро, как и другие водные объекты (протекающая неподалёку Москва-река), используются жителями города и приезжающими сюда москвичами для отдыха. Серебряная оконечность символизирует эти географические особенности города.

Серебро — символ чистоты помыслов и дел, божественного света, провидения. 

Синий цвет в гербе символизирует космическое и воздушное пространство. Синий цвет — символ чести, благородства, духовности и возвышенных устремлений.